# Damernas masstart vid världsmästerskapen i skidskytte 2021
Damernas masstart vid världsmästerskapen i skidskytte 2021 arrangerades den 21 februari 2021 i Pokljuka i Slovenien. Det var mästerskapets elfte tävling, den femte och sista för damer. Tävlingens distans var 12,5 km med fyra skytten – två liggande och två stående – där varje missat skott gav en straffrunda à 150 meter. 30 utövare från 15 nationer deltog.
Världsmästare blev Lisa Theresa Hauser från Österrike som därmed tog sin tredje medalj under mästerskapet, efter att tidigare ha tagit silver i mixstafett och i damernas jaktstart, och sitt första VM-guld i karriären. Silvermedaljör blev Ingrid Landmark Tandrevold från Norge som tog sin tredje medalj under mästerskapet, efter att tidigare ha tagit brons i damernas distans och guld i damernas stafett, och därmed också sin sjätte VM-medalj i karriären. Tiril Eckhoff från Norge tog brons och därmed sin sjätte medalj under mästerskapet; endast i distansloppet tog hon ingen medalj. Medaljen var hennes 15:e i karriären.
Regerande världsmästare från 2020 var Marte Olsbu Røiseland från Norge, medan Dorothea Wierer från Italien och Hanna Öberg från Sverige var regerande silver- respektive bronsmedaljör. Ingen av dem lyckades försvara sin medalj: Røiseland hamnade strax utanför pallen på en fjärdeplats, medan Wierer slutade på åttonde plats och Öberg på sjunde plats.

## Resultat
Tävlingen startade kl. 12:30 lokal tid (UTC+1).
| Pl | Nr | Namn                       | Nation                | Skytte  | Tid     | Diff.   |
| -- | -- | -------------------------- | --------------------- | ------- | ------- | ------- |
| 1  | 4  | Lisa Theresa Hauser        | Österrike             | 0+0+0+0 | 36.05,7 | ±0      |
| 2  | 7  | Ingrid Landmark Tandrevold | Norge                 | 0+0+1+0 | 36.27,4 | +21,7   |
| 3  | 1  | Tiril Eckhoff              | Norge                 | 1+0+1+1 | 36.28,7 | +23,0   |
| 4  | 8  | Marte Olsbu Røiseland      | Norge                 | 0+1+0+0 | 36.29,3 | +23,6   |
| 5  | 24 | Lisa Vittozzi              | Italien               | 0+1+0+0 | 36.54,6 | +48,9   |
| 6  | 10 | Franziska Preuß            | Tyskland              | 1+0+1+0 | 36.58,3 | +52,6   |
| 7  | 5  | Hanna Öberg                | Sverige               | 1+0+1+0 | 37.03,4 | +57,7   |
| 8  | 9  | Dorothea Wierer            | Italien               | 1+0+1+1 | 37.11,0 | +1.05,3 |
| 9  | 28 | Baiba Bendika              | Lettland              | 0+0+0+2 | 37.20,0 | +1.14,3 |
| 10 | 19 | Vanessa Hinz               | Tyskland              | 0+0+1+0 | 37.26,9 | +1.21,2 |
| 11 | 14 | Linn Persson               | Sverige               | 0+1+1+1 | 37.32,2 | +1.26,5 |
| 12 | 20 | Olena Pidhrusjna           | Ukraina               | 0+0+1+1 | 37.42,2 | +1.36,5 |
| 13 | 2  | Markéta Davidová           | Tjeckien              | 0+1+1+0 | 37.49,4 | +1.43,7 |
| 14 | 11 | Elvira Öberg               | Sverige               | 1+1+1+0 | 38.00,6 | +1.54,9 |
| 15 | 16 | Lena Häcki                 | Schweiz               | 1+0+1+1 | 38.12,3 | +2.06,6 |
| 16 | 13 | Julia Simon                | Frankrike             | 3+0+0+1 | 38.23,5 | +2.17,8 |
| 17 | 27 | Emma Lunder                | Kanada                | 0+1+2+0 | 38.26,3 | +2.20,6 |
| 18 | 17 | Selina Gasparin            | Schweiz               | 0+2+1+1 | 38.26,6 | +2.20,9 |
| 19 | 25 | Svetlana Mironova          | Ryska skidskytteförb. | 0+1+4+1 | 38.27,5 | +2.21,8 |
| 20 | 26 | Irina Kazakevitj           | Ryska skidskytteförb. | 0+0+2+2 | 38.31,0 | +2.25,3 |
| 21 | 22 | Elisa Gasparin             | Schweiz               | 0+0+2+1 | 38.44,3 | +2.38,6 |
| 22 | 21 | Monika Hojnisz-Staręga     | Polen                 | 1+2+1+0 | 38.44,6 | +2.38,9 |
| 23 | 30 | Anaïs Bescond              | Frankrike             | 1+0+1+1 | 39.01,2 | +2.55,5 |
| 24 | 18 | Ida Lien                   | Norge                 | 0+1+2+1 | 39.13,0 | +3.07,3 |
| 25 | 29 | Susan Dunklee              | USA                   | 0+2+0+1 | 39.17,0 | +3.11,3 |
| 26 | 12 | Dzinara Alimbekava         | Belarus               | 4+1+0+2 | 39.18,0 | +3.12,3 |
| 27 | 3  | Anaïs Chevalier-Bouchet    | Frankrike             | 2+2+1+0 | 39.37,0 | +3.31,3 |
| 28 | 15 | Justine Braisaz-Bouchet    | Frankrike             | 2+2+2+1 | 40.20,5 | +4.14,8 |
| 29 | 23 | Darja Blasjko              | Ukraina               | 2+1+0+3 | 41.05,9 | +5.00,2 |
| 30 | 6  | Hanna Sola                 | Belarus               | 3+3+4+1 | 42.03,6 | +5.57,9 |